# Myrmecia fulviculis
Myrmecia fulviculis är en myrart som beskrevs av Auguste-Henri Forel 1913. Myrmecia fulviculis ingår i släktet bulldoggsmyror, och familjen myror. Inga underarter finns listade i Catalogue of Life.